# 100 mètres féminin aux Jeux olympiques d'été de 1932 (athlétisme)
Navigation
Amsterdam 1928 Berlin 1936
L'épreuve du 100 mètres féminin aux Jeux olympiques de 1932 s'est déroulée les 1er et 2 août 1932 au Memorial Coliseum de Los Angeles, aux États-Unis. Elle est remportée par la Polonaise Stanisława Walasiewicz.

## Faits marquants
20 concurrentes représentant 10 nations participent à l'épreuve.
Stanislawa Walasiewicz, née en Pologne, vivait aux États-Unis depuis l'enfance, où elle concourt sous le nom de Stella Walsh, mais choisit finalement de concourir pour la Pologne. En séries, elle égale le record du monde établi par la Néerlandaise Tollien Schuurman en début d'année. 
Walasiewicz remporte sa demi-finale, à nouveau en 11 s 9, mais Schuurman n'est que quatrième de la sienne.
En finale, la Canadienne Hilda Strike prend le meilleur départ au couloir 3, l'Américaine Wilhelmina von Bremen et Walasiewicz étant à la lutte légèrement derrière. La Polonaise rattrape Strike et franchit la ligne d'arrivée avec un demi-mètre d'avance. Les deux sprinteuses égalent le record du monde, von Bremen complétant le podium.

## Résultats

### Finale
| Rang               | Couloir | Athlète                | Pays        | Temps  | Note |
| ------------------ | ------- | ---------------------- | ----------- | ------ | ---- |
| Médaille d'or      | 5       | Stanisława Walasiewicz | Pologne     | 11 s 9 | =WR  |
| Médaille d'argent  | 3       | Hilda Strike           | Canada      | 11 s 9 | =WR  |
| Médaille de bronze | 1       | Wilhelmina von Bremen  | États-Unis  | 12 s 0 |      |
| 4                  | 4       | Marie Dollinger        | Allemagne   | 12 s 2 |      |
| 5                  | 6       | Eileen Hiscock         | Royaume-Uni | 12 s 3 |      |
| 6                  | 2       | Elizabeth Wilde        | États-Unis  | 12 s 3 |      |

### Demi-finales
Les trois premières de chaque série se qualifient pour la finale.
| Rang | Athlète           | Pays             | Temps  | Note |
| ---- | ----------------- | ---------------- | ------ | ---- |
| 1    | Hilda Strike      | Canada           | 12 s 4 | Q    |
| 2    | Elizabeth Wilde   | États-Unis       | 12 s 4 | Q    |
| 3    | Marie Dollinger   | Allemagne        | 12 s 4 | Q    |
| 4    | Tollien Schuurman | Pays-Bas         | 12 s 4 |      |
| 5    | Sumiko Watanabe   | Japon            |        |      |
| 6    | Thelma Kench      | Nouvelle-Zélande |        |      |

| Rang | Athlète                | Pays        | Temps  | Note  |
| ---- | ---------------------- | ----------- | ------ | ----- |
| 1    | Stanisława Walasiewicz | Pologne     | 11 s 9 | Q =WR |
| 2    | Wilhelmina von Bremen  | États-Unis  | 12 s 1 | Q     |
| 3    | Eileen Hiscock         | Royaume-Uni | 12 s 3 | Q     |
| 4    | Mary Vandervliet       | Canada      | 12 s 3 |       |
| 5    | Mary Frizzell          | Canada      | 12 s 3 |       |
| 6    | Cor Aalten             | Pays-Bas    | 12 s 4 |       |

### Séries
Les trois premières de chaque série se qualifient pour les demi-finales.
| Rang | Athlète               | Pays                   | Temps  | Note  |
| ---- | --------------------- | ---------------------- | ------ | ----- |
| 1    | Marie Dollinger       | Allemagne              | 12 s 2 | Q =OR |
| 2    | Wilhelmina von Bremen | États-Unis             | 12 s 3 | Q     |
| 3    | Hilda Strike          | Canada                 | 12 s 3 | Q     |
| 4    | Gwen Porter           | Royaume-Uni            | 12 s 4 |       |
| 5    | Marjorie Clark        | Union d'Afrique du Sud | 12 s 5 |       |

| Rang | Athlète                | Pays     | Temps  | Note  |
| ---- | ---------------------- | -------- | ------ | ----- |
| 1    | Stanisława Walasiewicz | Pologne  | 11 s 9 | Q =WR |
| 2    | Mary Frizzell          | Canada   | 12 s 1 | Q     |
| 3    | Sumiko Watanabe        | Japon    | 12 s 2 | Q     |
| 4    | Bep du Mä              | Pays-Bas | 12 s 3 |       |

| Rang | Athlète           | Pays        | Temps  | Note |
| ---- | ----------------- | ----------- | ------ | ---- |
| 1    | Tollien Schuurman | Pays-Bas    | 12 s 2 | Q    |
| 2    | Mary Vandervliet  | Canada      | 12 s 3 | Q    |
| 3    | Eileen Hiscock    | Royaume-Uni | 12 s 3 | Q    |
| 4    | Eileen Wearne     | Australie   | 12 s 5 |      |
| 5    | Ethel Harrington  | États-Unis  | 12 s 7 |      |
| 6    | Taka Shibata      | Japon       | 12 s 7 |      |

| Rang | Athlète         | Pays             | Temps  | Note |
| ---- | --------------- | ---------------- | ------ | ---- |
| 1    | Elizabeth Wilde | États-Unis       | 12 s 4 | Q    |
| 2    | Cor Aalten      | Pays-Bas         | 12 s 4 | Q    |
| 3    | Thelma Kench    | Nouvelle-Zélande | 12 s 4 | Q    |
| 4    | Asa Dogura      | Japon            | 12 s 9 |      |
| 5    | Ethel Johnson   | Royaume-Uni      | 13 s 9 |      |

## Légendes
Records et Performances
- AR : Record continental (area record)
- CR : Record des championnats (championship record)
- MR : Record du meeting (meet record)
- NR : Record national (national record)
- OR : Record olympique (olympic record)
- PR : Record paralympique (paralympic record)
- PB : Record personnel (personal best)
- SB : Meilleure performance personnelle de la saison (season's best)
- WL : Meilleure performance mondiale de l'année (world leader)
- WJR : Record du monde junior (world junior record)
- WR : Record du monde (world record)

Circonstances et Conditions
- DNF : N'a pas terminé (did not finish)
- DNS : N'a pas pris le départ (did not start)
- DQ : Disqualification (disqualification)
- NM : Aucun essai valable enregistré (No Mark)
- Q : Qualifié « directement » au prochain tour (ou à la prochaine compétition), lors d'une compétition majeure, grâce au classement ou à la réalisation des minima (automatic qualifier)
- q : Qualifié au prochain tour (ou à la prochaine compétition), lors d'une compétition majeure, grâce au repêchage ou à la réalisation de l'une des meilleures performances parmi celles des « non qualifiés directement » (grâce au meilleur temps ou à la meilleure distance par exemple) (secondary qualifier)